# Conspiración 58
Conspiración 58 (en sueco: Konspiration 58 o KSP58) es un falso documental sueco de 2002, producido por Sveriges Television, la cadena pública sueca. La película examina el movimiento ficticio KSP58, que afirma que la Copa Mundial de la FIFA de 1958 en Suecia no tuvo lugar realmente, sino que fue falsificada y sólo existe como cobertura televisiva y radiofónica falsificada en una conspiración entre la televisión estadounidense y sueca, la CIA y la FIFA como parte de la Guerra Fría.
En la película se dice que Suecia no disponía de los recursos económicos o técnicos necesarios para albergar un acontecimiento de tal magnitud. En la trama, el motivo de los estadounidenses era comprobar la eficacia de la propaganda televisada. Cuando la película se emitió originalmente, no se informó de antemano al público de que se trataba de un falso documental, dando la impresión de que Conspiración 58 era un documental normal.

## Trama
Se presenta una gran cantidad de «pruebas». Por ejemplo, se analizan las grabaciones televisivas de los partidos, en las que se ven casas al fondo que en realidad nunca estuvieron allí. También se analiza cómo caían las sombras de los jugadores en el campo, y tenían un ángulo que no es posible en Suecia dada la posición del sol en ese momento. El presidente del KSP58, Bror Jacques de Wærn, que trabajó para la Agencia Nacional Sueca durante más de veinte años, afirma que ha buscado pruebas de que el torneo se celebró realmente, pero no ha encontrado nada. Al final de la película, se revela que es un falso documental por los créditos, que dicen «dokumentär fiktion» (que significa «documental de ficción»).
El objetivo de la película, según el director Johan Löfstedt, era ilustrar cómo funciona el revisionismo histórico (en particular la negación del Holocausto) y destacar la importancia de la crítica de las fuentes cuando se obtiene información, por ejemplo, de los medios de comunicación.
La mayoría de los personajes de la película son celebridades reales que se interpretaban a sí mismas.